# Vaupesia cataractarum
Vaupesia cataractarum là một loài thực vật có hoa trong họ Đại kích. Loài này được R.E.Schult. miêu tả khoa học đầu tiên năm 1955.